# Sizhuang
Sizhuang (kinesiska: 四庄, 四庄乡) är en socken i Kina. Den ligger i provinsen Hubei, i den centrala delen av landet, omkring 140 kilometer söder om provinshuvudstaden Wuhan. Antalet invånare är 25 770. Befolkningen består av 12 437 kvinnor och 13 333 män. Barn under 15 år utgör 17,0 %, vuxna 15-64 år 72 %, och äldre över 65 år 9,0 %.
Runt Sizhuang är det tätbefolkat, med 369 invånare per kvadratkilometer. Närmaste större samhälle är Shicheng, 15,8 km norr om Sizhuang. Trakten runt Sizhuang består till största delen av jordbruksmark.
Genomsnittlig årsnederbörd är 2 078 millimeter. Den regnigaste månaden är maj, med i genomsnitt 321 mm nederbörd, och den torraste är januari, med 54 mm nederbörd.